# Kelly Collins
Kelly Collins (ur. 21 kwietnia 1965 roku w Sun Valley) – amerykański kierowca wyścigowy.

## Kariera
Collins rozpoczął karierę w międzynarodowych wyścigach samochodowych w 1990 roku od startów w Barber Saab Pro Series. Z dorobkiem 21 punktów został sklasyfikowany na czternastej pozycji w klasyfikacji generalnej. W późniejszych latach Amerykanin pojawiał się także w stawce FIA GT Championship, American Le Mans Series, Grand American Sports Car Series, Grand American Rolex Series, 24-godzinnego wyścigu Le Mans oraz Pirelli World Challenge.